# Hypsistozoa distomoides
Hypsistozoa distomoides is een zakpijpensoort uit de familie van de Holozoidae. De wetenschappelijke naam van de soort is, als Amaroucium distomoides, voor het eerst geldig gepubliceerd in 1899 door Herdman.